# 刺叶假金发草
刺叶假金发草（学名：Pseudopogonatherum setifolium），为禾本科假金发草属下的一个植物种。